# Annay (Pas-de-Calais)
Annay (auch: Annay-sous-Lens) ist eine französische Gemeinde mit 4544 Einwohnern (Stand: 1. Januar 2022) im Département Pas-de-Calais in der Region Hauts-de-France. Sie gehört zum Arrondissement Lens, zum Kanton Lens und zum Gemeindeverband Communauté d’agglomération de Lens-Liévin.

## Geographie
Die Gemeinde Annay liegt im Nordfranzösischen Kohlerevier als banlieue fünf Kilometer nordöstlich der Innenstadt von Lens. Begrenzt wird Annay im Nordosten vom kanalisierten Fluss Deûle. Umgeben wird Loison-sous-Lens von den Nachbargemeinden Pont-à-Vendin im Norden, Estevelles und Carvin im Nordosten, Harnes im Südosten, Loison-sous-Lens im Südwesten sowie Vendin-le-Vieil im Westen.

## Bevölkerungsentwicklung
| Jahr                       | 1962 | 1968 | 1975 | 1982 | 1990 | 1999 | 2006 | 2013 | 2022 |
| -------------------------- | ---- | ---- | ---- | ---- | ---- | ---- | ---- | ---- | ---- |
| Einwohner                  | 5064 | 5236 | 5139 | 4862 | 5132 | 4718 | 4432 | 4228 | 4544 |
| Quellen: Cassini und INSEE |      |      |      |      |      |      |      |      |      |

## Sehenswürdigkeiten
- die früheren Zechen Fosse n°24-25 gehören zum UNESCO-Weltkulturerbe "Nordfranzösisches Kohlebergbaubecken"
- Kirche Saint-Amé aus dem Jahre 1958, wieder errichtet, nachdem die frühere Kirche im Weltkrieg zerstört wurde
- Kriegsgräberstätte
- die verlassene protestantische Kirche

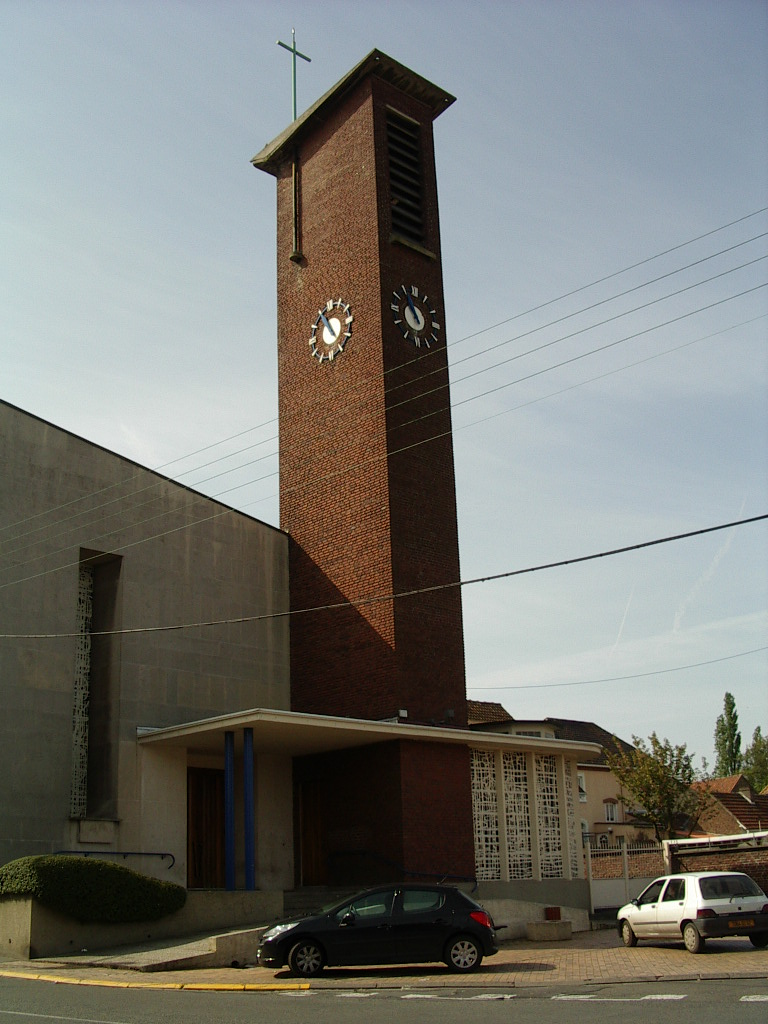
Kirche Saint-Amé
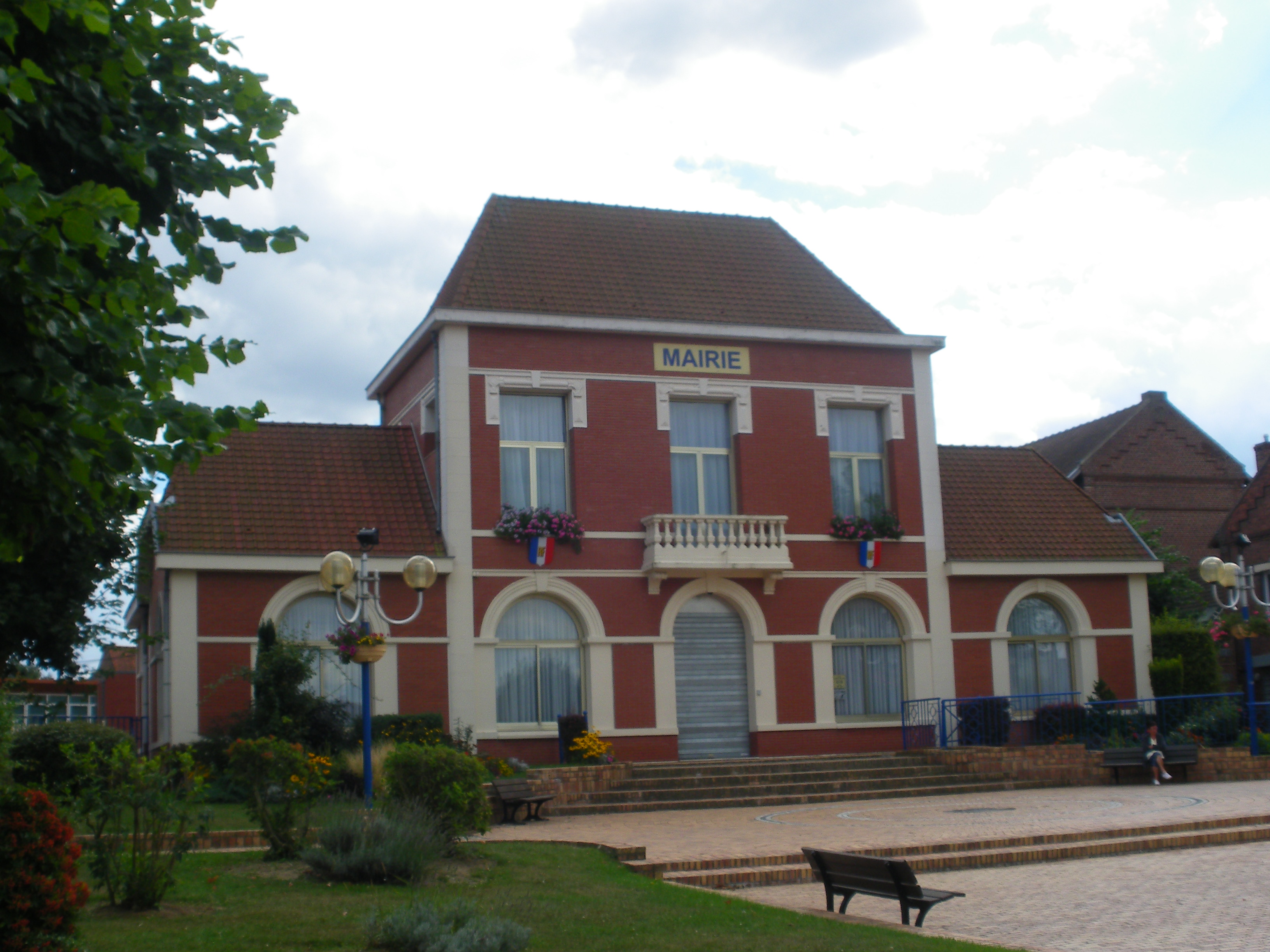
Mairie Annay
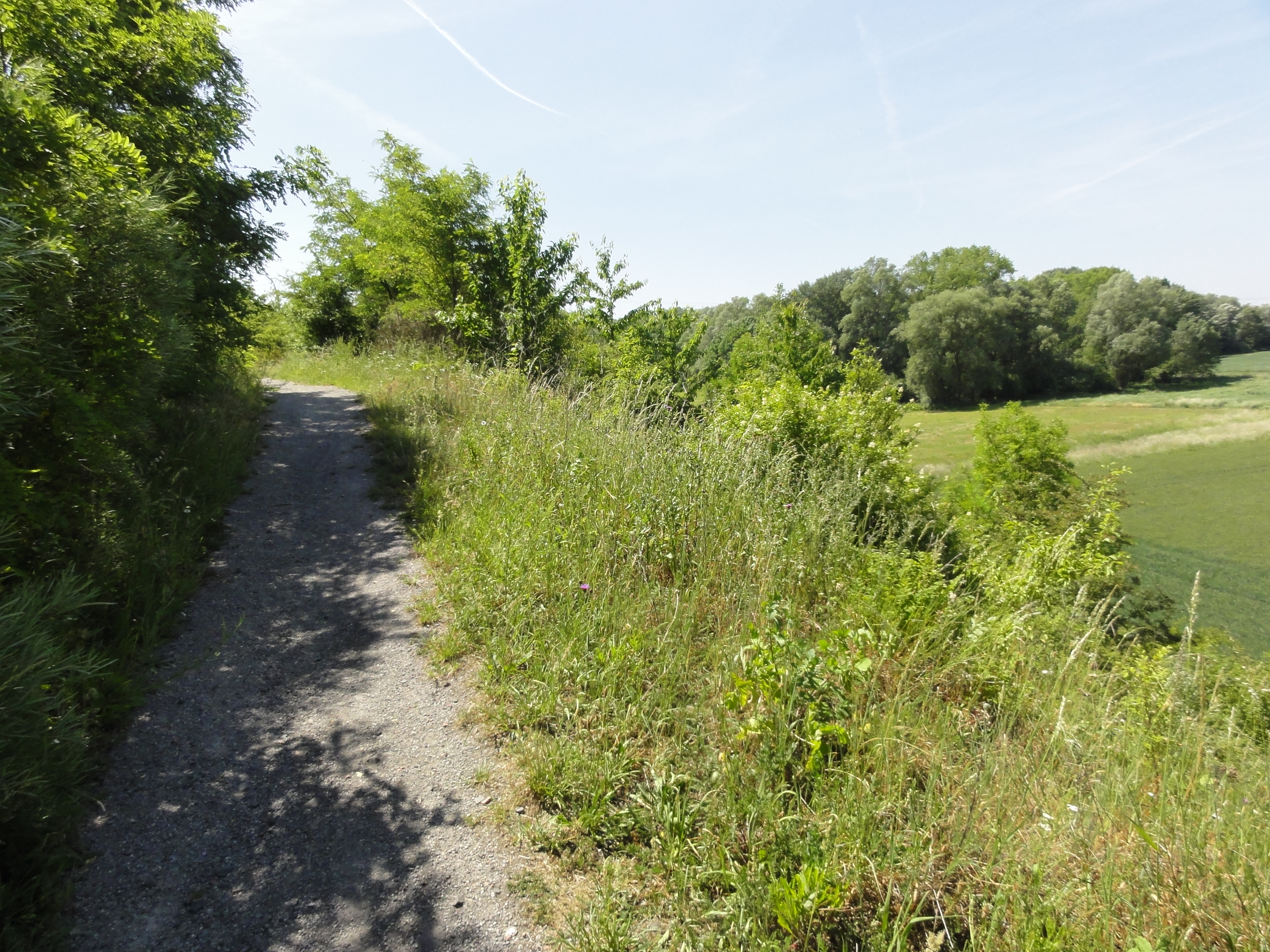
Abraumhalde

## Persönlichkeiten
- Max Immelmann (1890–1916), deutscher Kampfpilot, von der eigenen Luftabwehr bei Annay abgeschossen